# Светислав Вуковић (сликар)
Светислав Вуковић (Вршац, 9. мај 1901 — Београд, 9. фебруар 1978) био је српски сликар.

## Биографија
Светислав Вуковић је живео је у Прагу од 1921. до 1927. где је завршио Академију ликовних уметности код професора Јакуба Обровског (чеш. Jakub Obrovský), Војтеха Хинаиса (чеш. Vojtěch Hynais) и Карела Кратнера (чеш. Karel Krattner).
У Чехословачкој је живео до 1938. када је прешао да живи у Београд, где је остао до смрти. Изабран је 1938. за члана Kраљевске академије уметности у Анверсу. 
У сликарству га одликује интензивни сензибилни колорит, а сликао је пејзаже у драматичном штимунгу и портрете које одликује снажна карактеризација. 
Његова дела се налазе у Београду, Ријеци, Антверпену, Брислу, Kаиру, као и у Тејт Галерији у Лондону и Пантеону у Прагу.